# Haus Rampische Straße 7

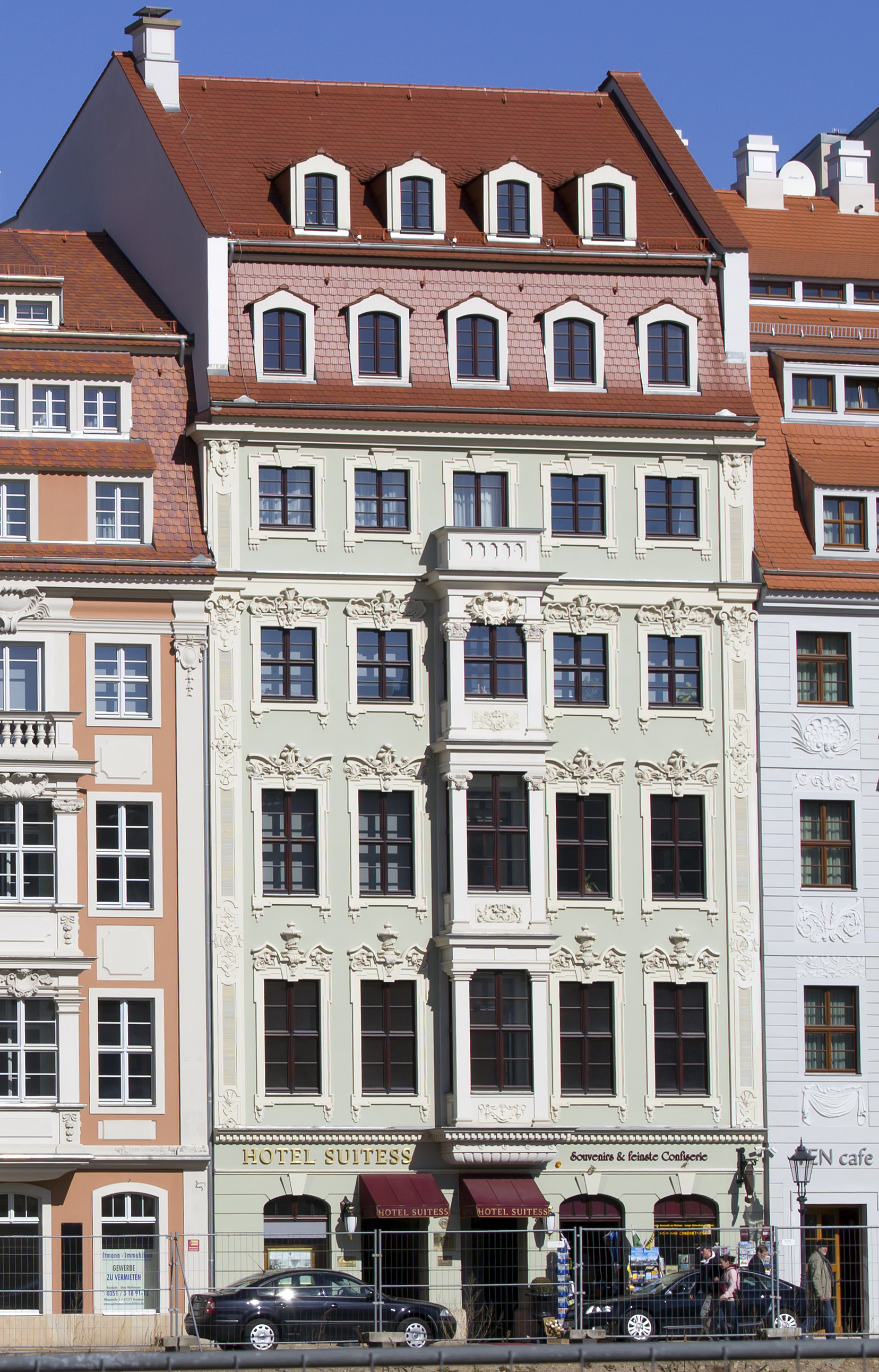
Rampische Straße 7 (2011)

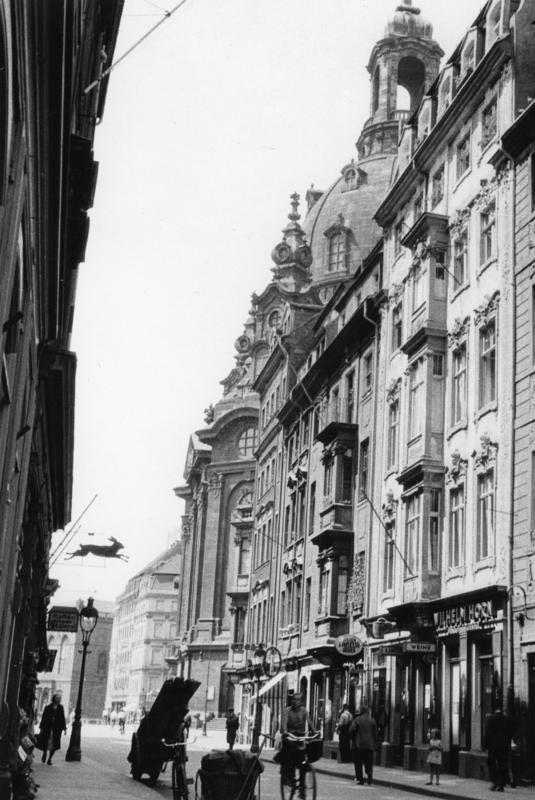
Rampische Straße 7 (1930)

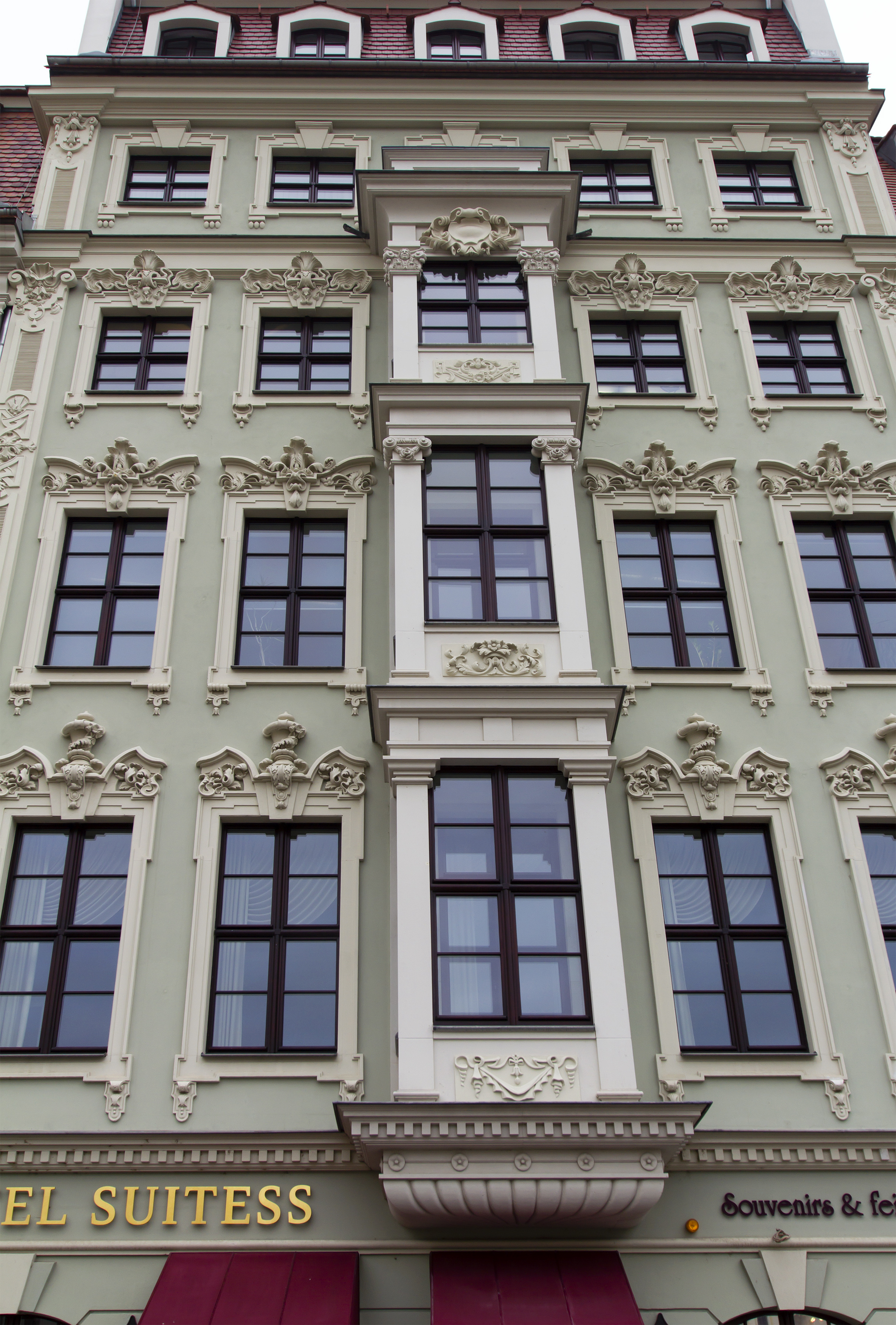
Fassadendetail

Das Haus Rampische Straße 7 in Dresden war ein barockes Wohnhaus. Es wurde 1715 umgebaut und bei der Bombardierung Dresdens 1945 zerstört. Inzwischen wurde es im Zuge des Wiederaufbaus der Bebauung der Rampischen Straße nach originalem Vorbild wieder aufgebaut.

## Beschreibung
Bis zum Erwerb des Hauses durch den Maurermeister Georg Haase am 6. Juni 1715 bestand das Haus in der Form des 17. Jahrhunderts als dreigeschossiges und fünfachsiges Gebäude mit Satteldach. Die Ecken hatten Rustika, die Geschosse waren untereinander durch Gesimse voneinander getrennt. In der Mitte befand sich ein dreigeschossiger Rechteckerker. Der Erker hatte im Dachbereich ein Zwerchhaus, das mit Pilastern geschmückt und mit einem Dreiecksgiebel bekrönt war.
Nachdem es der Maurermeister Georg Haase erworben hatte, baute dieser das Gebäude zu seinem Wohnhaus um, wobei von 1716 bis 1717 das Haus und den Erker um ein Geschoss aufgestockt und das Haus mit einem Mansarddach versehen wurde. Das hinzugefügte Oberteil des Erkers zeigte die typischen gedrungenen Proportionen der Erker Haases auf. Die unteren Teile zeigten demgegenüber noch schlanke Proportionen.
Nachdem Haase verstorben war, wurde 1725 das aufwendige Bandelwerkdekor hinzugefügt. Diese Art des Dekors war von Johann Lucas von Hildebrandt in Wien benutzt worden und war in Dresden nicht typisch. Zuletzt war die Fassade der Obergeschosse an den Seiten mit Lisenen und Phantasiekapitellen eingefasst. Die Kapitelle bestanden aus zwei Voluten, die zwischen sich eine Muschel mit Bandelwerkdekor trugen. Die Pilasterschäfte waren auch mit aufwendigen Bandelwerkdekor und Rosetten dekoriert.
Die Fassade war nicht in Vor- und Rücklage gegliedert, auch gab es keinen Verdachungsdekor, wie sonst in Dresden. Alle Fenster befanden sich auf einer Ebene und waren mit aufwendig profilierten Fenstergewänden ausgestattet. Diese Gewände waren an ihren Unter- und Oberkanten mit herausgestuften Ecken gestaltet. Unterhalb der Sohlbänke befanden sich kleine Konsolen, die aus verschlungenem Bandelwerk bestanden.
Besonders aufwendig waren die Fensterstürze gestaltet, so mit gestuften Schlusssteinen, über die der darüber befindliche Dekor hinweggriff. Der Dekor bestand aus einer in „Form angetragenen Stucks“, aus einer „Vielzahl von kleinsten, fein gekräuselten und mehrfach gebrochenen C-Schwüngen, Voluten und Ranken“.